# Italie (époque romaine)
Pour les articles homonymes, voir Italie (homonymie).
 (mai 2016).
Si vous disposez d'ouvrages ou d'articles de référence ou si vous connaissez des sites web de qualité traitant du thème abordé ici, merci de compléter l'article en donnant les références utiles à sa vérifiabilité et en les liant à la section « Notes et références ».

Carte des provinces de l'Empire romain après 120. L'Italie romaine est en rouge.

À l'époque de la Rome antique, dans les derniers siècles de la République, puis sous l'Empire, la notion d'Italie évolua pour parvenir à désigner la péninsule italienne dans sa totalité, de Brindisi jusqu'aux Alpes, mais elle ne concerna les îles majeures (Corse, Sardaigne et Sicile) que pendant la période qui suivit la Tétrarchie (IVe siècle).

## Extension du toponyme
Selon les témoignages d’Hécatée de Milet, sans doute, puis d’Antiochos de Syracuse et de Timée de Tauroménion, le terme d’Italie, appelée aussi Oenôtrie, renvoyait à l’origine à une partie très limitée du Bruttium antique, d’abord à la région qui se trouve au sud de l’isthme séparant le golfe de Skylletion et celui d’Hipponion (aujourd’hui golfes de Squillace et de Sainte-Euphémie), puis à celle qui s’étend entre Laos, sur le versant tyrrhénien, et Métaponte, sur le versant ionien, et enfin à l’ensemble de la Grande-Grèce.
Le terme d'Italie désigna ensuite la partie de la péninsule italienne au sud de l'Aesis (Esino), borne de la Gaule cisalpine. La limite entre l'Italie et la Gaule cisalpine fut plus tard portée au Rubicon.
Sous Auguste, le terme d'Italie désigna l'ensemble de la péninsule jusqu'aux Alpes. Plus précisément, l'Italie désigna la partie de la péninsule divisée en régions. Les Alpes cottiennes en étaient exclues.
Au Bas-Empire, le terme d'Italie fut utilisé pour qualifier le diocèse d'Italie, comprenant, outre la péninsule, les provinces insulaires de Corse, de Sardaigne et Sicile ainsi que les provinces alpestres des Alpes cottiennes et de Rhétie. L'Italie désigna aussi une préfecture : la préfecture d'Italie, composé des diocèses d'Italie, d'Illyrie et d'Afrique.

## L'Italie romaine: une exception face aux provinces

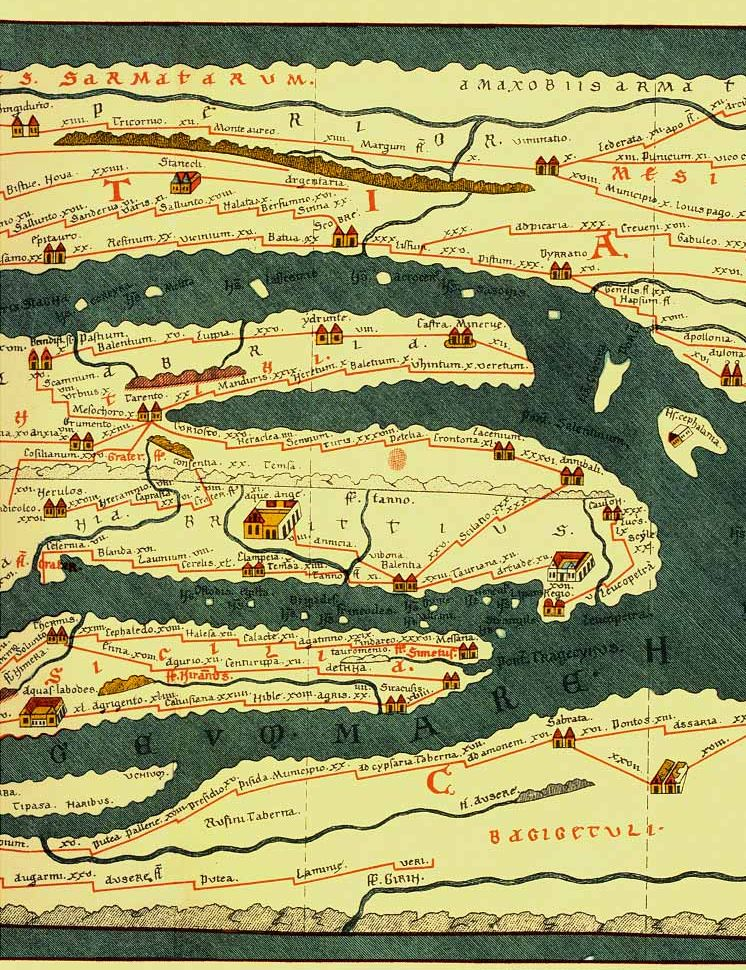
Une portion de la Table de Peutinger, copie d'époque renaissance d'une carte romaine du IVe siècle, montrant au centre le sud de l'Italie.

Sous la République et pendant le Haut-Empire, on ne considérait jamais que la Sicile, la Sardaigne et la Corse faisaient partie de l'Italie. De même, sous l'Empire, une partie de l'Italie actuelle dépendait des provinces des Alpes : Alpes cottiennes ou Rhétie. Les limites de l'Italie, dans le nord de la péninsule ont, en effet, été changeantes. De nombreux peuples s'en disputaient le territoire : Italiotes, Ligures, Étrusques, puis Celtes et Romains. La présence celte fut suffisamment forte et influente pour que le nord de l'Italie actuelle fût longtemps considéré comme une partie du monde celtique et nommé Gaule cisalpine ou Gaule transpadane. À ce titre, ce fut la seule partie de la péninsule qui fut effectivement une province romaine, la province de Gaule cisalpine. Après César cependant, cette province disparaît, devenant à part entière un morceau de l'Italie.
Le territoire de l'Italie, qui fut le premier champ d'expansion de la puissance romaine, fut intégré à l'empire naissant selon des modalités variables : colonies romaines et latines, traités d'alliance (Fœdus), confiscation du territoire. Jamais cependant l'Italie ne fut considérée comme une province, ce terme étant réservé à l'administration des territoires non italiques. Si le mot provincia est parfois utilisé par certaines de nos sources en relation avec des fonctions en Italie, ce n'est jamais dans son sens administratif ou technique mais dans son sens le plus large, celui de « district relevant d'un magistrat ». Ainsi à l'époque tardive le Digeste parle-t-il de la provincia du préfet de la Ville ; ainsi trouve-t-on aussi sous la République le terme provincia utilisé pour la gestion des forêts de la péninsule. Même lorsque l'Italie n'eut plus aucun privilège par rapport aux provinces, après la Tétrarchie, le pouvoir romain évita toujours le mot province, lui substituant celui de région (regio, regiones).
En effet, après la Guerre sociale, les destins des Italiens et des Romains ne font plus qu'un, et la péninsule se distingue fortement des autres territoires contrôlés par Rome. L'avènement de l'Empire renforce dans un premier temps cette situation, l'Italie jouissant d'un prestige inégalé et de privilèges forts, en même temps que d'une position hégémonique militaire mais aussi économique dans la Méditerranée. Seuls les Italiens, en effet, sont tous citoyens romains grâce au droit du sol (Jus soli), mais ce privilège est accordé aussi aux colonies romaines dans les provinces et aux villes bénéficiant du Jus italicum. L'intégration progressive des provinces à l'Empire, leur romanisation juridique et culturelle, et leur développement économique et social relativisent au IIIe siècle cette exception italienne. Le IIe siècle marque un tournant puisque, dans certains domaines, le poids des provinces commence à dépasser celui de l'Italie, et l'administration de l'Italie se rapproche de celle des provinces. Les difficultés du IIIe siècle et les réformes post-tétrarchiques mettent définitivement fin à l'exception, même si le poids du prestige passé reste. L'éloignement des empereurs, la fondation de Constantinople, nouvelle capitale en Orient, et les divisions nées des invasions barbares voient une Italie à nouveau divisée entrer dans le Haut Moyen Âge.

## L'œuvre d'Auguste

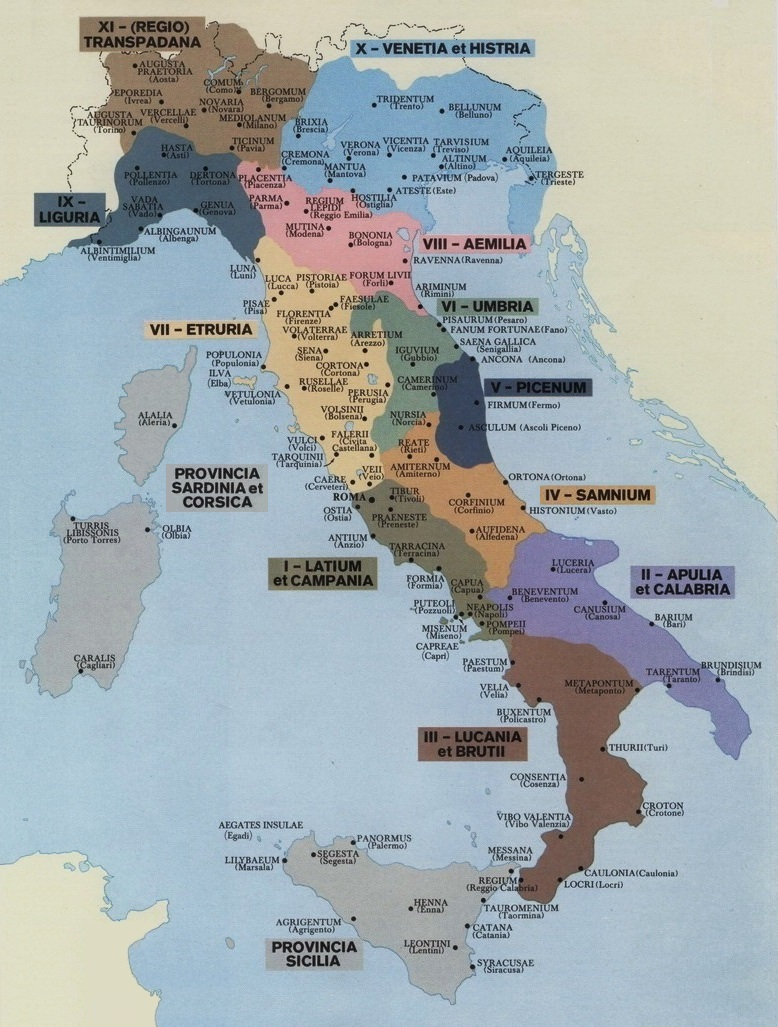
Les onze régions augustéennes.

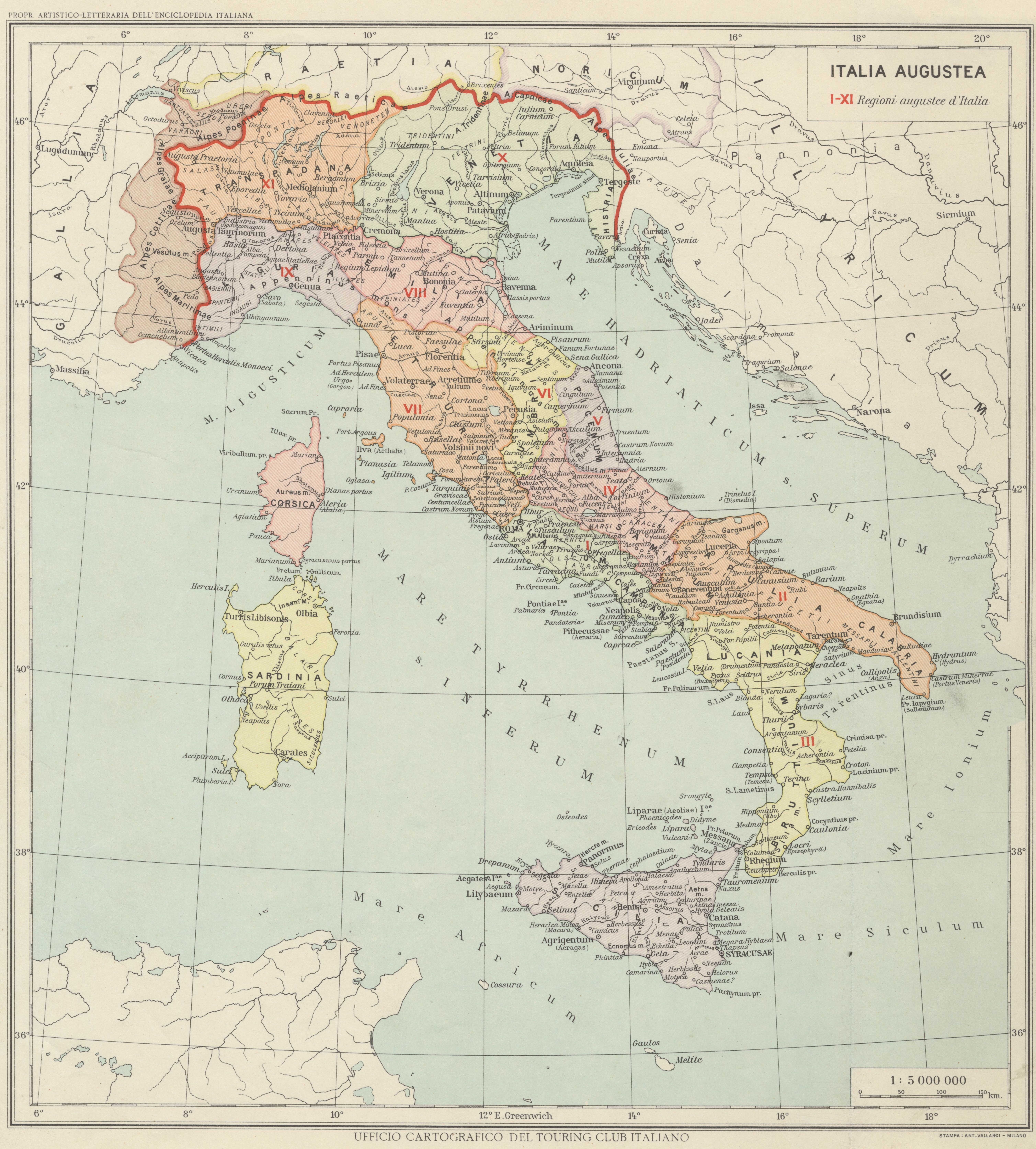
Carte historique de l'Italie à l'époque d'Auguste.

La réorganisation augustéenne parachève l'intégration de l'ancienne Gaule cisalpine dans l'Italie. Les régions nord de la péninsule, de la Ligurie à la Transpadane (actuelle Lombardie), entrent pleinement dans l'Italie. La ville de Rome et son pourtour sur un rayon de cent milles, formant le « diocèse urbain », sont sous l'administration du préfet de la Ville, le reste de l'Italie, divisé en 11 régions, dépend du préfet du prétoire. Pline l'Ancien est le seul auteur antique à donner la liste de ces régions administratives qui servaient de cadre au recensement mais qui ne semblent pas avoir eu d'autres fonctions connues :
| Numéro     | Dénomination usuelle                      | Composantes |
| ---------- | ----------------------------------------- | --- |
| Regio I    | Latium et Campania (Latium et Campanie)   | - Le Latium, comprenant : - le Latium vetus (Vieux Latium) ; - le Latium novum (Nouveau Latium) ou Latium adiectum (Latium ajouté) ; - la Campanie, comprenant : - la Campanie proprement dite ; - la Picentine. |
| Regio II   | Apulia et Calabria (Apulie et Calabre)    | L'Apulie, partie de l'ancienne Grande-Grèce, comprenant l'Apulie proprement dite (Daunienne et Peucetienne) et la Messapie (Calabri et Salentini)                                                                |
| Regio III  | Lucania et Bruttium (Lucanie et Bruttium) | L'Œsnotrie, partie de l'ancienne Grande-Grèce, comprenant : - La Lucania (Lucanie) ; - le Bruttium (actuelle Calabre).                                                                                           |
| Regio IV   | Samnium (Samnium)                         | - |
| Regio V    | Picenum (Picenum)                         | - |
| Regio VI   | Umbria (Ombrie) et Ager gallicus          | - L'Umbria (Ombrie proprement dite), en deçà de l'Apennin ; - la Volumbria (Volonbrie), par-delà l'Apennin ; - l'Ager gallicus.                                                                                  |
| Regio VII  | Etruria (Étrurie)                         | - |
| Regio VIII | Aemilia (Emilie)                          | - |
| Regio IX   | Liguria (Ligurie)                         | - |
| Regio X    | Venetia et Histria (Vénétie et Istrie)    | - |
| Regio XI   | Transpadana (Transpadane)                 | - |

L'Italie est alors la partie la plus privilégiée de l'empire puisque tous ses habitants libres sont citoyens romains et exemptés de l'impôt direct, à l'exception du nouvel impôt sur les héritages créé pour financer les besoins militaires (retraite des vétérans).

## Sous l'Empire

### À partir duIIesiècle
La place de l'Italie dans l'Empire au IIe siècle commence à perdre de sa prépondérance. La romanisation des provinces, et, pour certaines, l'intégration bien entamée de leurs élites au sein des ordres équestre et sénatorial amoindrissent le caractère exceptionnel de l'Italie. Même si les Italiens restent majoritaires au sénat jusqu'à la fin du siècle, l'entrée de provinciaux change la donne politique. Le IIe siècle voit l'Empire gouverné par des empereurs issus de familles provinciales, bien qu'ils soient d'origine italienne : Trajan et Hadrien issus de l'Hispanie, Antonin le Pieux de Narbonnaise. Dès les premières années du siècle, Trajan doit réglementer la présence des sénateurs en Italie en les obligeant à posséder une partie importante (un tiers) de leurs terres en Italie. Selon Pline le Jeune (VI, 19), certains sénateurs habitaient en effet en Italie comme dans une hôtellerie, tels des voyageurs. La mesure n'a qu'un effet limité et est réitérée par Marc Aurèle mais dans une moindre mesure (un quart des terres).
D'autres facteurs qui assuraient sa prééminence sur l'Empire changent peu à peu en une inflexion, qui dure tout au long du siècle et a commencé au Ier siècle. Les légions, désormais fixées aux frontières, dans des provinces éloignées, régionalisent peu à peu leur recrutement. La part des Italiens dans l'armée diminue, et celle des provinciaux augmente, même si les Italiens n'ont jamais abandonné les postes d'officiers comme ceux de centurions. Les régions traditionnelles de recrutement militaire en Italie ne sont plus mises à contribution qu'exceptionnellement, à l'occasion de la création de nouvelles légions par exemple, comme est le cas sous Marc Aurèle.
Pendant longtemps. ces observations étaient appuyées par le tableau d'une Italie romaine sur le déclin, touchée par une grave crise économique, la dépopulation et finalement incapable de s'opposer à la concurrence des provinces. S'il est vrai que dans certains domaines des provinces savent capter des marchés assurés auparavant par l'Italie comme la céramique sigillée, il est difficile d'extrapoler une situation générale. Le déplacement des productions de sigillées de l'Italie en Gaule correspond aussi à l'émergence sur le Rhin de la demande des légionnaires. Par ailleurs, on peut, avec Moses Finley, minimiser l'importance globale de ces productions dans l'économie antique. Inversement, une partie des chercheurs les considèrent comme un marqueur de déplacements économiques plus importants mais moins visibles dans nos sources. Dans cette perspective, quelques chantiers de fouilles exemplaires reçoivent une exposition très forte et semblent parfois résumer le destin de l'Italie et de son économie au IIe siècle. C'est le cas de la villa de Settefinestre vers Cosa, qui voit ses productions décliner et abandonnées vers 160-170.
Là encore, il est risqué de généraliser l'histoire, même brillamment reconstituée, d'une seule région, et de vouloir en tirer des enseignements pour toute l'Italie. D'autres régions montrent, au contraire, un dynamisme agraire et économique, comme la région d'Aquilée. Il semble aussi qu'il faut comprendre les nombreuses importations venant des provinces non comme le signe d'un déclin de l'Italie mais plutôt comme la résultante de la taille disproportionnée du marché romain et d'une situation technologique, certains transports maritimes à longue distance étant plus économiques que des transports terrestres à moyenne distance. L'Italie seule ne peut nourrir Rome, les importations rendent compte de ce fait plus que d'un déclin que l'on peine de plus en plus à voir au IIe siècle. De même, le déclin démographique n'est plus placé avant la Peste antonine, et les conséquences de cette dernière sont discutées et peu claires.
La place symbolique de l'Italie n'est guère atteinte non plus et est l'objet de la sollicitude des empereurs qui résident pour la plupart sur son territoire à l'exception des empereurs engagés dans des guerres (Trajan, Marc Aurèle) et d'Hadrien, voyageur par goût et peut-être par volonté politique. L'institution des fondations alimentaires par Trajan, tout autant que le besoin d'aider certains Italiens peu fortunés, témoignent de la sollicitude de l'empereur pour la terre italienne et ses citoyens. Néanmoins, cette sollicitude a aussi un revers : un contrôle approfondi sur l'autonomie municipale des nombreuses cités de la péninsule. C'est à travers l'institution des curateurs qu'il se manifeste. On n'interprète plus cependant le curateur comme l'expression d'une volonté impériale de mainmise sur les cités, et on connaît mieux, depuis les travaux de F. Jacques, la distance qu'il peut avoir avec la cité qu'il doit surveiller ponctuellement. Le principe d'une surveillance par l'administration impériale s'impose, cependant.
Hadrien voulut-il l'approfondir encore ? Il confie l'Italie à quatre consulaires portant le titre de légats d'auguste propréteur, titre utilisé pour les gouverneurs de province. Le tollé soulevé dans le Sénat cause l'annulation de la mesure par son successeur. Elle répond pourtant à un réel besoin. Les régions d'Italie avaient besoin d'une administration plus hiérarchisée, en particulier dans le domaine de la justice civile (droit des tutelles). Marc Aurèle crée donc en 165 les juridiques (iuridici), qui exercent dans des districts au découpage géographique assez changeant. La zone située dans les 100 milles autour de Rome dépend du préfet de la ville, qui voit ses prérogatives augmentées sous les Sévères. Hors de cette zone, pour des affaires graves ou touchant aux intérêts de l'empereur ou à des questions de maintien de l'ordre, le préfet du prétoire peut intervenir, comme il fait vers 168 en forçant la cité de Saepinum à respecter le droit des pasteurs transhumants. Vers 214-217, Caracalla institue des correcteurs investis de pouvoirs analogues à ceux des gouverneurs de provinces. La fonction reste, cependant, exceptionnelle et concerne l’Italie entière, qui conserve son indivisibilité traditionnelle.
À bien des égards, le IIe siècle est pour l'Italie un siècle de transition, de recul de sa prééminence mais en aucun cas le déclin qu'a voulu voir une historiographie dépassée jusque dans les années 1970 en s'appuyant entre autres sur les thèses de M. Rostovtseff.
| Italia suburbicaria sous le gouvernement de Rome                                                        | Italia annonaria, avec pour capital Mediolanum (Milan)                                      |
| --- | ------------------------------------------------------------------------------------------- |
| - Tuscia et Umbria - Valeria - Campania et Samnium - Apulia et Calabria - Sicilia - Sardinia et Corsica | - Venetia et Histria - Aemilia et Liguria - Flaminia et Picenum - Raetia - Alpes cottiennes |

### À partir de la fin duIIIesiècle
Entre 268 et 273, Aurélien transforme la correcture, instituée par Caracalla en une fonction permanente.
À partir de la crise du IIIe siècle, la situation de l'empire se détériore constamment. Les problèmes économiques, les incursions barbares et les guerres civiles ont mené à une désintégration presque complète de l'Empire. Des réformes drastiques sont mises en œuvre par Dioclétien (284-305), et la division de l'Empire romain est consommée sous Constantin Ier. En 293, Milan est déjà devenue la capitale de l'Empire romain d'Occident, mais en 330, Constantinople devient la capitale de l'Empire romain d'Orient, et, de fait, l'administration et la cour impériale se déplacent vers Constantinople. Constantin fait également déplacer la flotte italienne basée à Misenum (Misène) et Ravenne pour le Pont. Il favorise aussi la diffusion de la religion chrétienne (313, édit de Milan) en supprimant les freins à cette diffusion, et il s'allie réellement avec l'Église.
Le christianisme devient la seule religion officielle de l'Empire en 380, sous Théodose Ier. Après la mort de ce dernier en 395, l'Empire romain d'Occident n'est plus constitué que de l'Italie. La capitale occidentale est déplacée de Mediolanum (Milan) à Ravenne en 402. Alaric, roi des Wisigoths, met à sac Rome en 410, pour la première fois depuis 800 ans. Quelques décennies plus tard, le nord de l'Italie est attaqué par les Huns d'Attila.
D'après le Notitia Dignitatum, après les années 420, l'Empire d'Occident, avec l'Afrique et l'Illyrie, est géré par un praetorio Prefectus Italiae, un vicarius et un comes rei militaris. Les régions sont gouvernées par huit consulares, deux correctores et quatre praesides.
| consulares | correctores                                     | praesides                                           |
| --- | ----------------------------------------------- | --------------------------------------------------- |
| - Venetiae et Histriae - Aemiliae - Liguriae - Flaminiae et Piceni annonarii - Tusciae et Umbriae - Piceni suburbicarii - Campaniae - Siciliae | - Apuliae et Calabriae - Lucaniae et Bruttiorum | - Alpium Cottiarum - Samnii - Sardiniae - Corsicae. |

Les empereurs, dirigeant des forces barbares, contrôlent peu leurs frontières et leurs côtes, qui sont perpétuellement attaquées. En 476, avec la chute de Romulus Augustule, l'Empire d'Occident disparaît. L'Italie reste gouvernée par Odoacre quelques années jusqu'à l'invasion des Goths. Un siècle plus tard, après les invasions successives des Byzantins et des Lombards, l'Italie est divisée en plusieurs royaumes. La réunification de l'Italie ne se reproduira qu'au XIXe siècle.